# Oberstadtdirektor
Oberstadtdirektor, in kleineren Städten und Gemeinden Stadtdirektor oder Gemeindedirektor, war früher die Bezeichnung für den hauptamtlichen Leiter der Stadt- bzw. (Samt-)Gemeindeverwaltung (Chef des Rathauses). Dieses Amt gibt es seit dem Auslaufen der Norddeutschen Ratsverfassung, die durch den Einfluss der Britischen Besatzungsmacht nach 1945 eingeführt wurde, in den Ländern Nordrhein-Westfalen und Niedersachsen nicht mehr. Bis dahin gab es in deren Städten und Gemeinden noch eine zweigleisige Stadtspitze. Neben dem ehrenamtlichen Oberbürgermeister (bzw. Samtgemeindebürgermeister oder Bürgermeister), welcher Vorsitzender des Rates und Repräsentant der Kommune war, wurde der Oberstadtdirektor (bzw. Stadt- oder [Samt-]Gemeindedirektor) vom Rat für eine bestimmte Amtszeit gewählt. Seine Aufgabe beschränkte sich auf die Leitung der Verwaltung. Inzwischen wurde dieses Amt abgeschafft und die Aufgaben dem Oberbürgermeister bzw. (Samtgemeinde-)Bürgermeister übertragen. Dieser ist nunmehr hauptamtlich tätig und vereinigt beide bisherigen Funktionen in der Verwaltung (eingleisige Verwaltungsspitze).
In der Gemeindeordnung für Nordrhein-Westfalen wird der Begriff Stadtdirektor heute nicht mehr verwendet. Stattdessen spricht die dortige Gemeindeordnung generell von den Beigeordneten. Die Amtsbezeichnung Erster Beigeordneter steht für die Vertretung des Hauptverwaltungsbeamten (Oberbürgermeister bzw. Bürgermeister) in dessen Eigenschaft als Chef der Verwaltung. In aller Regel führen die Beigeordneten zugleich auch einen Geschäftsbereich (Dezernat). Die Hauptsatzungen von Großstädten in Nordrhein-Westfalen mit zahlreichen Beigeordneten bezeichnen den Ersten Beigeordneten und Vertreter des Oberbürgermeisters in der Verwaltung als Stadtdirektor.

## Deutschland

### Nordrhein-Westfalen
In Nordrhein-Westfalen wurde das Amt des (Ober-)Stadtdirektors zwischen 1994 und 1999 mit Ablauf der Amtszeit des jeweiligen Amtsinhabers abgeschafft und im Anschluss mit dem des Oberbürgermeisters vereinigt.

### Niedersachsen
In Niedersachsen lief das Amt seit der Einführung der Eingleisigkeit in der Verwaltung durch die neue Niedersächsische Gemeindeordnung aus dem Jahr 1996 aus. Im Amt befindliche Oberstadt-, Stadt-, Samtgemeinde- oder Gemeindedirektoren konnten jedoch bis zum Ablauf ihrer regulären Amtszeit bleiben. Ausdrücklich nicht abgeschafft ist das Amt des Gemeindedirektors in den Mitgliedsgemeinden der niedersächsischen Samtgemeinden. Dort wird der ehrenamtliche Bürgermeister weiterhin vom Rat gewählt. Das Amt des Gemeindedirektors kann dem Samtgemeindebürgermeister oder einem anderen Verwaltungsvertreter der jeweiligen Samtgemeinde übertragen werden (§ 106 Abs. 1 Satz 1 NKomVG).

### Schleswig-Holstein
Zwischen 1946 und 1950 gab es auch in Schleswig-Holstein einen Oberstadtdirektor bzw. Stadtdirektor als Leiter der Stadtverwaltung. Danach wurde diese Aufgabe dem Oberbürgermeister bzw. Bürgermeister übertragen und für den bisherigen Oberbürgermeister als Vorsitzender des Rates der neue Titel Stadtpräsident eingeführt.

## International
Im englischen Sprachraum wird in der zweigleisigen Stadtvertretung der Verwaltungsvorsitzende meist Council Manager (Ratsgeschäftsführer) genannt, alternativ und umgangssprachlich City Manager (Stadtgeschäftsführer) wie auch formaler in manchen Städten Chief Administration Officer (Oberverwaltungsbeamter).
In französischsprachigen Regionen wird gérant municipal (Stadtvorsteher) oder directeur général (Generaldirektor) verwendet.

### Vereinigte Staaten
Die erste Stadt mit zweigleisiger Stadtvertretung (Council Manager Government) in den Vereinigten Staaten war Staunton, Virginia, die erstmals 1908 einen Oberstadtdirektor bestimmte; Dayton, Ohio war die erste Großstadt, die 1913 einen getrennten Verwaltungsvorsitz einführte. Die erste Gemeinde, die dauerhaft eine zweigleisige Stadtvertretung annahm, war Sumter, South Carolina.
Die zweigleisige Stadtvertretung mit Oberbürgermeister und Oberstadtdirektor ist heute die verbreitetste Regierungsform in Städten über 12.000 Einwohnern.

### Irland
Die Zweigleisigkeit wurde in Irland infolge der Wirren des Ersten Weltkrieges, der Unabhängigkeitskämpfe und des folgenden Bürgerkriegs eingeführt. Die erste Regierung befand es für sinnvoll, die alten Verwaltungsvorstände zu entmachten und durch bezahlte Beamte zu ersetzen. Dies war unter anderem in den größten Städten Dublin und Cork der Fall.
Für Cork wurde 1926 eine Kommission in freier Trägerschaft aus Industrie und Bürgern berufen, die Vorschläge zu einer Änderung der Verwaltungsordnung erarbeiten sollte. Die Erfahrungen aus den USA bewogen dazu, einen vom Stadtrat ernannten Stadtdirektor vorzuschlagen. Trotz Widerstand wurde dies 1929 eingeführt. Es folgten Dublin 1930, Limerick 1934, Waterford 1939.
Eine Verwaltungsreform der Kreisverwaltung – 1940 vorgeschlagen, in Kraft seit August 1942 – brachte dann das Amt des County Manager (Kreisgeschäftsführer) hervor, der den Verwaltungen jedes Landkreises und Stadtbezirks vorsteht. 1955 wurde die existierende Gesetzgebung in einem umfassenden Stadtverwaltungsgesetz vereinigt und ist seit 2001 nahezu unverändert in die irische Gemeindegesetzgebung Local Government Act 2001 eingegangen.

## Andere Bedeutungen
Vom oben beschriebenen Amt des Stadtdirektors ist die Amtsbezeichnung Stadtdirektor in der Laufbahn des höheren Dienstes für Beamte in der Verwaltung in vielen deutschen Ländern zu unterscheiden. Hierbei handelt es sich meist um den Leiter einer Abteilung bzw. eines Referats. Daher kann es innerhalb einer Stadt auch mehrere solcher Stadtdirektoren geben. Gelegentlich wird dieser auch Stadtverwaltungsdirektor oder Städtischer Direktor genannt. Es handelt sich ebenso wie die Amtsbezeichnung Oberstadtdirektor um Aufstiegs- bzw. Beförderungsämter.